# San Nicolas (1767)
El San Nicolás de Bari fue un navío de línea de la Armada Española capturado por los británicos en el transcurso de la batalla del cabo San Vicente el 14 de febrero de 1797, y rebautizado como HMS San Nicolas, quedando clasificado como de tercera categoría.

## Historial naval
Fue construido en los astilleros de Cartagena siguiendo los planos desarrollados por el ingeniero naval Eduard Bryant, que posteriormente revisó y mejoró su pupilo William Turner. Bautizado como el San Nicolás de Bari, entró en servicio de la Armada española en 1769 como un navío de línea que podía albergar una fuerza de ataque de 80 cañones.
En 1772, bajo el mando del capitán de la nave Alfonso Albuquerque de Guevara, realizó numerosas misiones en el Mediterráneo, incluida una en Argel para un intercambio de prisioneros. En junio de 1778, el buque fue puesto en armamento bajo el mando del capitán Justo Riquelme y Salafranca, y al mes siguiente zarpó de Cartagena bajo el mando de Francisco de Vera para llegar a Cádiz, donde debía agruparse en la flota dirigida por el teniente general Luis de Córdova y Córdova. Después de la declaración de guerra contra Gran Bretaña, el San Nicolás, bajo el mando del capitán Bonaventura Moreno, zarpó el 23 de junio de 1779 para llegar al Canal de la Mancha, donde llegó a encontrarse con la flota aliada francesa dirigida por el conde de Orvilliers.
El 28 de abril de 1780, bajo el mando del capitán Francisco Morales, volvió barco zarpó de Cádiz a raíz del escuadrón naval al mando de don José Solano y Bote, que transportaba tropas y suministros a La Habana. Llegado el 4 de agosto, el equipo español zarpó nuevamente en busca de una flota inglesa a finales de septiembre, y luego participó en la ocupación del baluarte de Pensacola, que tuvo lugar el 10 de mayo de 1781. El 31 del mismo mes, Morales fue reemplazado por el capitán Juan Antonio del Camino y Velasco, pero reanudó el mando el 12 de junio para ser reemplazado el 21 de noviembre por Francisco Millau Marabal. Durante 1782 participó en las operaciones de conquista de la Jamaica inglesa.
A principios de mayo de 1794, volvió al servicio activo como parte de la escuadra naval comandada por el teniente general Francisco de Borja y Poyo para una misión en el mar Cantábrico. En septiembre del mismo año fue asignado a la Escuadra del Océano, con sede en Cádiz, bajo el mando del teniente general José de Córdova y Ramos. Tras la firma del Tratado de San Ildefonso de octubre de 1796, España declaró la guerra a Gran Bretaña y Portugal. Hacia finales de 1796, la Escuadra del Océano se reunió con la del Mediterráneo, y en octubre el teniente general Juan de Lángara asumió el mando de la flota conjunta, la cual obligó a la inglesa, bajo las órdenes del almirante John Jervis, a retirarse al puerto de Lisboa, regresando finalmente al puerto de Cartagena.
En febrero de 1797 participó en la batalla del cabo de San Vicente. Ese día, la escuadra española, con veintisiete barcos de línea y siete fragatas, se enfrentó con la inglesa, de quince barcos de línea, cinco fragatas, un bergantín y un cañonero, bajo el mando del almirante John Jervis. Durante la batalla, el San Nicolás de Bari fue abordado y capturado por los británicos, rindiéndose ante el comodoro Horatio Nelson. De sus numerosas bajas que tuvo, hubo que lamentar la de su capitán, Tomás Geraldino Geraldino, así como la de otros 147 hombres de la tripulación.
No fue el único navío español capturado aquella jornada, pues los buques San José, Salvador del Mundo y el San Isidro también fueron apresados. Muy dañada, el San Nicolás de Bari, junto al resto, ya en posesión británica, llegó al puerto de Plymouth el 5 de octubre de 1797, y entró en servicio en la Royal Navy el 4 de diciembre del mismo año bajo el nombre de HMS San Nicolas. En agosto de 1798 se convirtió en un barco de prisión bajo el mando del teniente William Styles, desempeñando ese cargo hasta 1814 cuando fue vendido para su desguace el 3 de noviembre del mismo año a un precio de 3.320 libras libras esterlinas de la época.